# Hippomedon tricatrix
Hippomedon tricatrix är en kräftdjursart som beskrevs av J. L. Barnard 1971. Hippomedon tricatrix ingår i släktet Hippomedon och familjen Lysianassidae. Inga underarter finns listade i Catalogue of Life.